# حوضه آبریز گاوخونی

موقعیت حوضه آبریز گاوخونی

حوضه آبریز گاوخونی یکی از حوضه‌های بستهٔ ایران است که در تقسیم‌بندی حوضه‌های آبریز ایران، حوضهٔ فرعی به‌شمار می‌رود و زیرمجموعهٔ حوضهٔ آبریز فلات مرکزی است. مساحت این حوضه، ۴۱٬۵۵۰ کیلومتر مربع است و رود اصلی آن زاینده‌رود است. 87/3 درصد آن در استان اصفهان، 4/9 در استان چهارمحال و بختیاری، 4/6 در استان فارس و 3/2 در استان یزد واقع شده است. در سالهای اخیر، آورد حوضه‌ی زاینده رود به دلایل مختلف از جمله خشکسالی کاهش زیادی داشته است.

## جغرافیا
رود اصلی این حوضه، زاینده‌رود است که از ارتفاعات زردکوه در زاگرس سرچشمه می‌گیرد و پس از طی ۴۰۵ کیلومتر وارد گاوخونی می‌شود. حوضه گاوخونی نیز در شرق رشته‌کوه زاگرس قرار دارد و از شمال غربی به جنوب شرقی کشیده شده‌است. بخش غربی آن، درهٔ زاینده‌رود است و با حرکت به سوی شرق، ارتفاع آن کاسته شده و دشت‌ها گسترش می‌یابد. رودهای این حوضه به تالاب گاوخونی می‌ریزند. وسعت این تالاب متغیر است و در دوران پرآبی به ۵۰۰ کیلومتر مربع می‌رسد.
قسمت عمده‌ای از حوضه به‌خصوص در پایین‌دست دارای اقلیم خشک و نیمه‌خشک می‌باشد. حداکثر میزان بارش حوضه در کوهرنگ 1400 میلی‌متر و حداقل بارش حوضه در ورزنه 88 میلی‌متر می‌باشد. متوسط بارش در اصفهان 130 میلی‌متر در سال می‌باشد. بخش عمده‌ای از بارندگی حوضه در ماههای زمستان رخ می‌دهد و در فصل تابستان بارش موثری وجود ندارد. متوسط سالانه تبخیر و تعرق پتانسیل در حوضه 1500 میلی‌متر است. لذا بدون دسترسی به منابع قابل اطمینان آب، کشاورزی در سطح حوضه زاینده‌رود ممکن نخواهد بود.

## زیرحوضه‌ها
برپایهٔ دستورالعمل تقسیم‌بندی حوضه‌های ایران، حوضهٔ آبریز گاوخونی به زیرحوضه‌های زیر تقسیم می‌شود:
| کد  | نام اختصاری زیرحوضه | مساحت کیلومتر مربع | تعداد زیرحوضه‌ها |
| --- | ------------------- | ------------------ | --------------- |
| ۴۲۱ | زاینده‌رود           | ۲۶٬۸۶۴             | ۹               |
| ۴۲۲ | غرب باتلاق          | ۱۱٬۰۱۹             | ۴               |
| ۴۲۳ | شرق باتلاق          | ۳٬۱۷۸              | –               |
| ۴۲۴ | باتلاق گاوخونی      | ۴۸۹                | –               |